# Naisten I-divisioona 2016
La Naisten I-divisioona 2016 è stata l'8ª edizione del campionato di football americano di secondo livello femminile, organizzato dalla SAJL.

## Squadre partecipanti
| Club                | Città    | Stadio | Sponsor ufficiale | Risultato nella stagione 2015 |
| ------------------- | -------- | ------ | ----------------- | ----------------------------- |
| Helsinki Wolverines | Helsinki |        |                   |                               |
| Hyvinkää Falcons    | Hyvinkää |        |                   |                               |
| Joensuu Wolves      | Joensuu  |        |                   |                               |
| Kouvola Indians     | Kouvola  |        |                   |                               |
| Kuopio Steelers     | Kuopio   |        |                   |                               |
| Mikkeli Bouncers    | Mikkeli  |        |                   |                               |
| Porvoon Butchers    | Porvoo   |        |                   |                               |
| Tampere Saints      | Tampere  |        |                   |                               |
| West Coast Phoenix  | Raisio   |        |                   |                               |

## Stagione regolare

### Calendario

#### 1ª giornata
| Helsinki 28 maggio 2016, ore 13:00 | Helsinki Wolverines | 34 – 6 (0-0 20-0 7-6 7-0) referto | Joensuu Wolves | Brahen kenttä (55 spett.)\| Arbitro: \| T. Kutvonen \| |
| Arbitro:                           | T. Kutvonen         |                                   |                |                                                        |

| Porvoo 28 maggio 2016, ore 14:00 | Porvoon Butchers | 20 – 32 | Hyvinkää Falcons | Porvoon Pallokenttä |

| Kuusankoski 28 maggio 2016, ore 14:00 | Kouvola Indians | 28 – 16 | Mikkeli Bouncers |  |

| Tampere 29 maggio 2016, ore 16:00 | Tampere Saints | 2 – 0 | Kuopio Steelers | Pyynikin urheilukenttä |

#### 2ª giornata
| Hyvinkää 4 giugno 2016, ore 13:00 | Hyvinkää Falcons | 59 – 0 | West Coast Phoenix | Kankurin kenttä |

| Helsinki 4 giugno 2016, ore 18:30 | Helsinki Wolverines | 0 – 15 (0-0 0-0 0-8 0-7) referto | Porvoon Butchers | Brahen kenttä (65 spett.)\| Arbitro: \| K. Kari \| |
| Arbitro:                          | K. Kari             |                                  |                  |                                                    |

| Mikkeli 5 giugno 2016, ore 13:00 | Mikkeli Bouncers | 44 – 0 | Kuopio Steelers | Urpolan tekonurmi |

| Kuusankoski 5 giugno 2016, ore 14:00 | Kouvola Indians | 68 – 6 (22-0 22-6 8-0 16-0) referto | Tampere Saints | Urheilupuisto (30 spett.)\| Arbitro: \| M. Makarainen \| |
| Arbitro:                             | M. Makarainen   |                                     |                |                                                          |

#### 3ª giornata
| Liperi 11 giugno 2016, ore 13:00 | Joensuu Wolves | 0 – 54 | Mikkeli Bouncers | Liperin koulukeskus |

| Kuopio 12 giugno 2016, ore 12:00 | Kuopio Steelers | 8 – 52 | Porvoon Butchers | Väinölänniemi |

| Kuusankoski 12 giugno 2016, ore 14:00 | Kouvola Indians | 8 – 35 | Hyvinkää Falcons |  |

| Tampere 12 giugno 2016, ore 16:00 | Tampere Saints | 6 – 16 | West Coast Phoenix | Pyynikin urheilukenttä |

#### 4ª giornata
| Porvoo 18 giugno 2016, ore 14:00 | Porvoon Butchers | 7 – 12 | Kouvola Indians | Porvoon Pallokenttä |

| Kuopio 18 giugno 2016, ore 15:00 | Kuopio Steelers | 0 – 20 | West Coast Phoenix | Lippumäki |

| Mikkeli 19 giugno 2016, ore 13:00 | Mikkeli Bouncers | 22 – 6 | Helsinki Wolverines | Urpolan tekonurmi |

| Tampere 19 giugno 2016, ore 16:00 | Tampere Saints | 6 – 12 | Joensuu Wolves | Pyynikin urheilukenttä |

#### 5ª giornata
| Hyvinkää 2 luglio 2016, ore 13:00 | Hyvinkää Falcons | 12 – 8 | Mikkeli Bouncers | Kankurin kenttä |

| Joensuu 2 luglio 2016, ore 13:00 | Joensuu Wolves | 30 – 26 | Kuopio Steelers | Mehtimäki |

| Raisio 2 luglio 2016, ore 14:30 | West Coast Phoenix | 6 – 44 | Kouvola Indians | Kerttulan kenttä |

| Helsinki 2 luglio 2016, ore 15:00 | Helsinki Wolverines | 42 – 19 | Tampere Saints | Brahen kenttä |

#### 6ª giornata
| Porvoo 9 luglio 2016, ore 14:00 | Porvoon Butchers | 20 – 0 | Joensuu Wolves | Porvoon Pallokenttä |

| Raisio 9 luglio 2016, ore 14:30 | West Coast Phoenix | 14 – 20 | Helsinki Wolverines | Kerttulan kenttä |

| Kuopio 9 luglio 2016, ore 15:00 | Kuopio Steelers | 6 – 55 | Hyvinkää Falcons | Väinölänniemi |

| Tampere 9 luglio 2016, ore 16:00 | Tampere Saints | 0 – 30 | Mikkeli Bouncers | Pyynikin urheilukenttä |

#### Anticipo
| Hyvinkää 15 luglio 2016, ore 14:00 | Hyvinkää Falcons | 27 – 0 | Helsinki Wolverines | Kankurin kenttä |

#### 7ª giornata
| Kuusankoski 23 luglio 2016, ore 14:00 | Kouvola Indians | 48 – 0 | Joensuu Wolves |  |

| Raisio 23 luglio 2016, ore 14:30 | West Coast Phoenix | 32 – 28 | Porvoon Butchers | Kerttulan kenttä |

| Tampere 23 luglio 2016, ore 16:00 | Tampere Saints | 0 – 46 | Hyvinkää Falcons | Pyynikin urheilukenttä |

| Kuopio 24 luglio 2016, ore 12:00 | Kuopio Steelers | 14 – 20 | Helsinki Wolverines | Väinölänniemi |

#### 8ª giornata
| Hyvinkää 30 luglio 2016, ore 13:00 | Hyvinkää Falcons | 40 – 0 | Joensuu Wolves | Kankurin kenttä |

| Porvoo 30 luglio 2016, ore 14:00 | Porvoon Butchers | 41 – 14 | Tampere Saints | Porvoon Pallokenttä |

| Helsinki 30 luglio 2016, ore 15:00 | Helsinki Wolverines | 14 – 6 (d.t.s.) (0-6 6-0 0-0 0-0 8-0) referto | Kouvola Indians | Brahen kenttä (78 spett.)\| Arbitro: \| J. Kalliokoski \| |
| Arbitro:                           | J. Kalliokoski      |                                               |                 |                                                           |

| Mikkeli 31 luglio 2016, ore 13:00 | Mikkeli Bouncers | 0 – 8 | West Coast Phoenix | Urpolan tekonurmi |

#### 9ª giornata
| Joensuu 6 agosto 2016, ore 13:00 | Joensuu Wolves | 22 – 36 | West Coast Phoenix | Mehtimäki |

| Kuopio 6 agosto 2016, ore 15:00 | Kuopio Steelers | 14 – 20 | Kouvola Indians | Väinölänniemi |

| Mikkeli 7 agosto 2016, ore 13:00 | Mikkeli Bouncers | 48 – 0 | Porvoon Butchers | Urpolan tekonurmi |

### Classifica
La classifica della regular season è la seguente:
- PCT = percentuale di vittorie, G = partite giocate, V = partite vinte,  P = partite perse, PF = punti fatti, PS = punti subiti

| Pos. | Squadra             | PCT   | G | V | N | P | PF  | PS  |
| ---- | ------------------- | ----- | - | - | - | - | --- | --- |
| 1    | Hyvinkää Falcons    | 1.000 | 8 | 8 | 0 | 0 | 306 | 42  |
| 2    | Kouvola Indians     | .750  | 8 | 6 | 0 | 2 | 260 | 106 |
| 3    | Mikkeli Bouncers    | .625  | 8 | 5 | 0 | 3 | 222 | 54  |
| 4    | West Coast Phoenix  | .625  | 8 | 5 | 0 | 3 | 132 | 179 |
| 5    | Helsinki Wolverines | .625  | 8 | 5 | 0 | 3 | 136 | 123 |
| 6    | Porvoon Butchers    | .500  | 8 | 4 | 0 | 4 | 183 | 146 |
| 7    | Joensuu Wolves      | .250  | 8 | 2 | 0 | 6 | 70  | 264 |
| 8    | Tampere Saints      | .125  | 8 | 1 | 0 | 7 | 53  | 255 |
| 9    | Kuopio Steelers     | .000  | 8 | 0 | 0 | 8 | 76  | 269 |

## Playoff

### Tabellone
|  | Semifinali | Semifinali         | Semifinali |                  |   | VIII Finale Naisten I-divisioona | VIII Finale Naisten I-divisioona | VIII Finale Naisten I-divisioona |  |
|  |            |                    |            |                  |   |                                  |                                  |                                  |  |
|  | 1          | Hyvinkää Falcons   | 62         |                  |   |                                  |                                  |                                  |  |
|  | 1          | Hyvinkää Falcons   | 62         |                  |   |                                  |                                  |                                  |  |
|  | 4          | West Coast Phoenix | 12         |                  |   |                                  |                                  |                                  |  |
|  | 4          | West Coast Phoenix | 12         |                  | 1 | Hyvinkää Falcons                 | 0                                |                                  |  |
|  |            |                    |            |                  | 1 | Hyvinkää Falcons                 | 0                                |                                  |  |
|  |            |                    | 3          | Mikkeli Bouncers | 8 |                                  |                                  |                                  |  |
|  | 3          | Mikkeli Bouncers   | 3          | Mikkeli Bouncers | 8 | 22                               |                                  |                                  |  |
|  | 3          | Mikkeli Bouncers   |            |                  |   |                                  |                                  |                                  |  |
|  | 2          | Kouvola Indians    | 14         |                  |   |                                  |                                  |                                  |  |

### Semifinali
| Hyvinkää 13 agosto 2016, ore 12:00 | Hyvinkää Falcons | 62 – 12 | West Coast Phoenix | Kankurin kenttä |

| 13 agosto 2016, ore 14:00 | Kouvola Indians | 14 – 22 | Mikkeli Bouncers |  |

### VIII Finale Naisten I-divisioona
| Hyvinkää 27 agosto 2016, ore 12:00 | Hyvinkää Falcons | 0 – 8 | Mikkeli Bouncers | Kankurin kenttä |

## Verdetti
- Mikkeli Bouncers Vincitrici della Naisten I-divisioona 2016